# Feltwell Anchor
Feltwell Anchor var en civil parish 1858–1929 när det uppgick i Feltwell, i grevskapet Norfolk, i England. Civil parish var belägen 6 km från Littleport och hade 67 invånare år 1921.